# God Bless Fiji
God Bless Fiji (Que Dieu Bénisse les Fidji) est l'hymne national des Fidji. La musique fut adaptée par Michael Francis Alexander Prescott à partir de celle d'un hymne de 1911 composé par Charles Austin Miles, intitulé Dwelling in Beulah Land. Les paroles sont également de Michael Francis Alexander Prescott. L'hymne a été adopté à l'indépendance du pays en 1970.

## Paroles
Il existe deux versions différentes de l'hymne, l'une en fidjien et l'autre en anglais, qui ne sont pas des traductions l'une de l'autre. Les deux versions ont en fait peu en commun. Un troisième version, en hindi des Fidji, serait également en cours d'étude.

### Version fidjienne
Meda dau doka ka vinakata na vanua

E ra sa dau tiko kina na savasava

Rawa tu na gauna ni sautu na veilomani

Biu na i tovo tawa savasava

Chorus:

Me bula ga ko Viti

Ka me toro ga ki liu

Me ra turaga vinaka ko ira na i liuliu

Me ra liutaki na tamata

E na veika vinaka

Me oti kina na i tovo ca

Me da dau doka ka vinakata na vanua

E ra sa dau tiko kina na savasava

Rawa tu na gauna ni sautu na veilomani

Me sa biu na i tovo tawa yaga

Chorus

### Version anglaise
Blessing grant, oh God of nations, on the isles of Fiji,

As we stand united under noble banner blue.

And we honour and defend the cause of freedom ever,

Onward march together, God bless Fiji !

Chorus:

For Fiji, ever Fiji, let our voices ring pride,

For Fiji, ever Fiji, her name hail far and wide,

A land of freedom, hope and glory to endure whate'er befall.

May God bless Fiji, for ever more !

Blessing grant, oh God of nations, on the isles of Fiji,

Shores of golden sand and sunshine, happiness and song.

Stand united, we of Fiji, fame and glory ever,

Onward march together, God bless Fiji !

Chorus

#### Traduction de la version anglaise
Confère ta bénédiction, oh Dieu des nations, sur les îles des Fidji,

Comme nous nous tenons unis sous le bleu de la bannière noble.

Et nous honorons et défendons pour toujours la cause de liberté,

En avant marchons ensemble; que Dieu bénisse Fidji !

Refrain :

Pour Fidji, toujours Fidji, que nos voix résonnent avec fierté,

Pour Fidji, toujours Fidji, clamons son nom aux quatre coins du monde,

Une terre de liberté, d'espoir et de gloire pour endurer tout ce qui peut arriver.

Que Dieu bénisse Fidji, à tout jamais !

Confère ta bénédiction, oh Dieu des nations, sur les îles des Fidji,

Sur ses rives de sable doré, ses terres ensoleillées, joyeuses et chantantes.

Nous nous tenons unis, nous de Fidji; la renommée et la gloire pour toujours,

En avant marchons ensemble, que Dieu bénisse Fidji !

Refrain